# Paraembolides tubrabucca
Paraembolides tubrabucca là một loài nhện trong họ Hexathelidae. Loài này phân bố ở Nieuw-Zuid-Wales.